# Carnascialia
Carnascialia è stato un progetto musicale fondato da Pasquale Minieri e Giorgio Vivaldi che prosegue il percorso di ricerca musicale cominciato con il Canzoniere del Lazio e continuato con il primo album solista di Mauro Pagani.
Alla formazione del disco dell'ex PFM si aggiungono alcuni tra i più celebri jazzisti in circolazione (Maurizio Giammarco, Danilo Rea, Roberto Della Grotta) e l'intero ensemble del Canzoniere del Lazio.
Il gruppo si dà il nome di Carnascialia, incide un album omonimo e parte per due tournée; partecipa inoltre al concerto in memoria di Demetrio Stratos suonando Europa Minor, dall'album Mauro Pagani.

## Formazione
- ex Canzoniere del Lazio
  - Piero Brega
  - Maurizio Giammarco (sassofonista jazz)
  - Clara Murtas
  - Pasquale Minieri
  - Carlo Siliotto
  - Marcello Vento
  - Giorgio Vivaldi
- Area
  - Giulio Capiozzo
  - Demetrio Stratos
  - Ares Tavolazzi
- Roberto Della Grotta (contrabbassista jazz)
- Luciano Francisci (ex Canzoniere Internazionale)
- Mauro Pagani (ex PFM)
- Danilo Rea (pianista jazz)
- Pablo Romero
- Nunzia Tambara
- Tommaso Vittorini (sassofonista jazz)

## Carnascialia

### Tracce
1. Canzone numero uno (c'è chi batte i denti, chi prende il ritmo e ci balla sopra) (Minieri, Brega)
2. Fiocchi di neve e bruscolini (Vivaldi, Stratos)
3. Almeisan (Minieri)
4. Kaitain (22 ottobre 1962) (Vivaldi, Minieri, Stratos, Giammarco)
5. Cruzeiro Do' Sul (Giammarco)
6. Gamela (Minieri, Brega)

### Crediti

#### Musicisti
- Piero Brega: voce
- Luciano Francisci: fisarmonica
- Maurizio Giammarco: sassofoni
- Pasquale Minieri: chitarra e basso elettrici, chitarra acustica, contrabbasso e voce
- Clara Murtas: voce
- Mauro Pagani: violino e mandolino
- Danilo Rea: pianoforte
- Pablo Romero: flauto di pan
- Carlo Siliotto: violino
- Demetrio Stratos: voce
- Nunzia Tambara: voce
- Marcello Vento: batteria
- Tommaso Vittorini: sassofoni
- Giorgio Vivaldi: percussioni, marranzano, flautino indio

Ha collaborato Walter Calloni
Kaitan (22 ottobre 1962)
- Giorgio Vivaldi: berimbau, santa, percussione tedesca
- Pasquale Minieri: contrabbasso
- Demetrio Stratos: voce
- Maurizio Giammarco: sassofono sopranino

#### Produzione
- Produzione: Pasquale Minieri e Giorgio Vivaldi
- Coproduzione musicale: Maurizio Giammarco
- Produzione di sala: Gaetano Ria
- Organizzazione: Pablo Romero
- Tecnico del suono: Gaetano Ria